# Cuevas del Almanzora
Pour les articles homonymes, voir Cuevas et Almanzora (homonymie).
Cuevas del Almanzora est une ville d'Espagne, dans la province d'Almería, communauté autonome d'Andalousie.

## Géographie

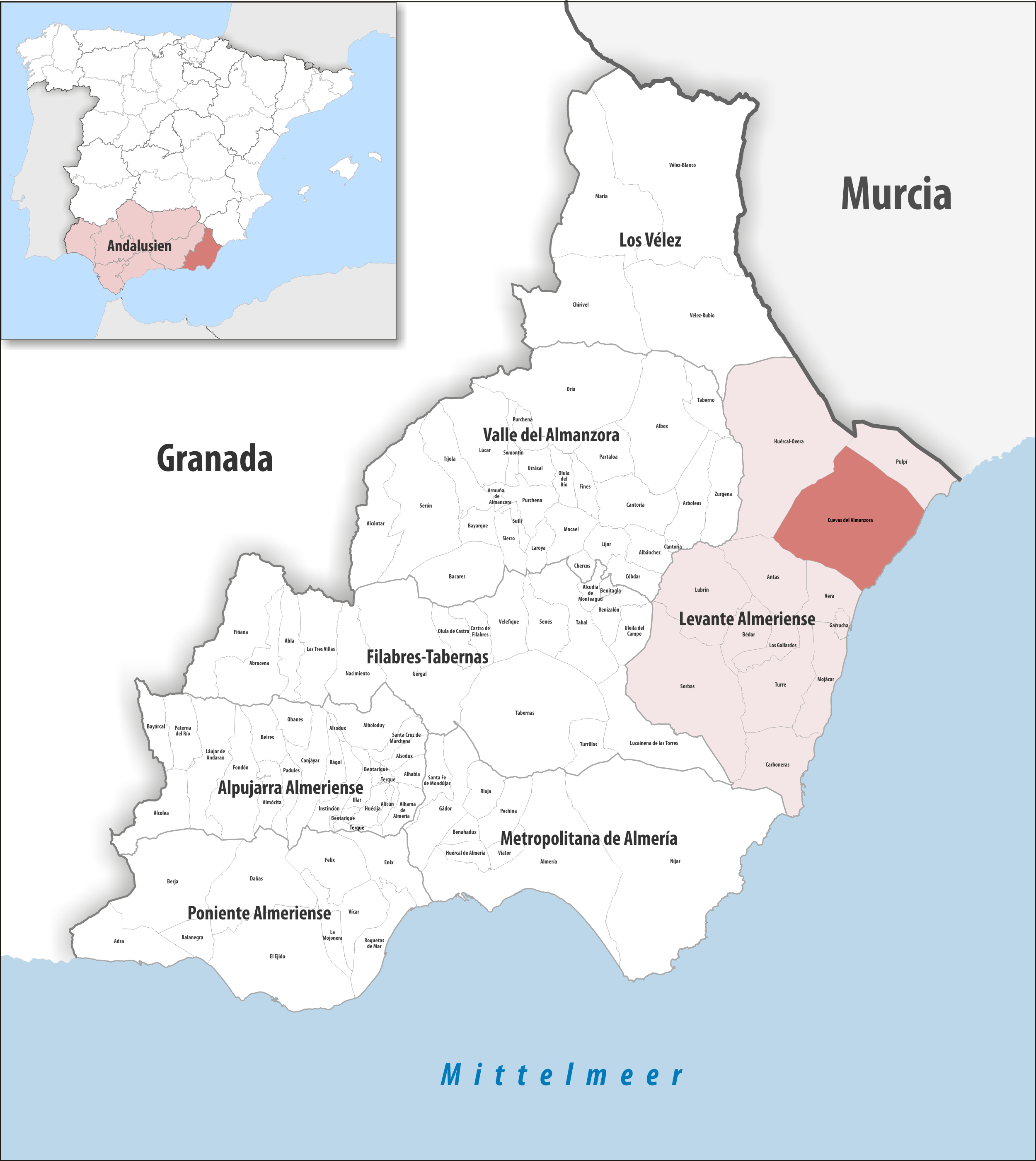
Cuevas del Almanzora dans la comarque Levante almeriense, province d'Almería / en Andalousie

### Localisation
La commune de Cuevas del Almanzora se trouve dans l'est de la province d'Almería et sur la côte (à l'est) de la comarque Levante almeriense.
Almería est à 98 km sud-ouest ;
Murcie à 131 km nord-est ;
Madrid à 528 km nord-ouest ;
Gibraltar à 437 km sud-ouest (distances par route).

### Généralités
D'une superficie de 263 km2, sa population au 1er janvier 2011 était de 13 148 habitants, soit une densité de 49,02 habitants/km2. La ville est située à une altitude de 88 m.[réf. nécessaire]

## Histoire
Le site de Las Herrerías (es) a été un haut-lieu de la métallurgie antique. Dès 1888 les frères Siret publient Les premiers âges du métal dans le Sud-Est de l'Espagne, où ils signalent qu'à Herrerías des mines d'argent natif sont environnées d'abondants vestiges d'occupation antiques ; qui plus est, ces dépôts d'argent sont à faible profondeur. À l'époque de leur publication, ces mines semblent épuisées ; mais ils font remonter leur origine au début de l'âge du bronze. Pour eux, ces mines d'argent natif sont le foyer d'une « civilisation de la troisième période », selon eux le Néolithique et plus précisément ce qu'ils appellent l'époque algarienne, nommée d'après le site d'El Argar à Antas. Louis Siret documente le site avant sa destruction par des opérations minières ; ses notes en sont la seule évidence restante,.
Le site archéologique de Fuente Álamo est aussi un site de l'âge du bronze.

## Démographie
| 1999   | 2000   | 2001   | 2002   | 2003   | 2004   | 2005   | 2011   |
| ------ | ------ | ------ | ------ | ------ | ------ | ------ | ------ |
| 10 824 | 10 792 | 10,155 | 10 782 | 10 776 | 11 001 | 11 484 | 13 148 |

Source: INE (Spain)

## Administration

### Jumelage
- Saintes (France)